# Buried Alive
Buried Alive er en amerikansk film fra 1990 af Gérard Kikoïne.

## Medvirkende
- Robert Vaughn som Gary Julian
- Donald Pleasence som Dr. Schaeffer
- Karen Witter som Janet
- John Carradine som Jacob
- Ginger Lynn Allen som Debbie (as Ginger Allen)
- Nia Long
- Arnold Vosloo som Ken Wade